# Osvětimský proces
Osvětimský proces byl soudní proces s bachaři či úředníky z nacistického pracovního táboru Osvětim, který se konal ve Frankfurtu nad Mohanem, kde - na rozdíl od Norimberského procesu - nacistické zločince soudilo pouze Německo, nikoliv mezinárodní tribunál. Proces probíhal od prosince roku 1963 do srpna 1965. Obžalováno bylo celkem 22 osob a padlo 20 rozsudků, z toho 6 doživotí.

## Základní informace

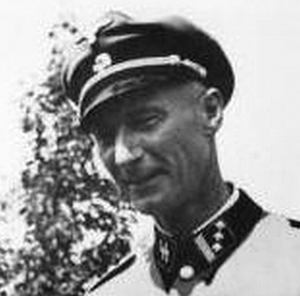
SS-Hauptsturmführer Robert Mulka

Mezi hlavní obžalované patřili SS-Hauptsturmfuhrer Robert Mulka, Wilhelm Friedrich Boger, Victor Capesius a Josef Klehr. Předsedou soudu byl Hans Hofmayer, hlavní prokurátorem byl Fritz Bauer, který byl sám obětí národního socialismu, chtěl aby pravdu o Osvětimi vynesl na povrch německý soud a aby si německý národ přiznal svoji vinu. Sám pronesl, že proces se nemá ohlížet do minulosti, nýbrž má naznačit linii budoucnosti. Tímto chtěl ukázat, že nová německá demokracie je připravena hájit lidskou důstojnost. Mezi další členy prokuratury patřili například Henry Ormond nebo Christian Raabe.

## Reakce ve společnosti
V Německu nicméně, na rozdíl od celého světa, procesu zprvu zcela chyběla popularita obyvatelstva. Jen málo Němců vědělo, co se vlastně stalo v Osvětimi, všichni se snažili zapomenout na strasti druhé světové války a řešili rodinu, kariéru a úspory, což měl právě osvětimský proces změnit. Proces se dostal do hledáčku společnosti a tisku až poté, co byl zadržen a obviněn SS-Hauptsturmführer Robert Mulka, zástupce samotného Rudolfa Hösse. Tribunál se dokonce musel přesunout do větších prostor kvůli velkým návštěvám veřejnosti a častým školním zájezdům. Například BBC do Frankfurtu poslalo Arthura Millera.

## Průběh procesu
V únoru 1964 začaly výpovědi svědků. Do Frankfurtu se jich dostavilo na 200 včetně Čechoslováků, ale přijeli i z Izraele, USA, Kanady nebo Sovětského svazu. Svědci byli ubytováni s většinou obžalovaných, v reakci na tuto skutečnost se soudu ozvalo mnoho dobrovolníků a ubytovali svědky u sebe. V prosinci roku 1964 nastalo něco, co během právě probíhající studené války nemělo obdoby. Frankfurtská soudní delegace se vydala na exkurzi do Osvětimi, členy delegace nebyli pouze soudci a prokuratura, ale i 11 obhájců. Cílem této exkurze bylo si udělat lepší a skutečnější obrázek o pracovním táboře v Osvětimi. Zároveň zde prokuratura chtěla vyvrátit výpovědi některých obžalovaných, kteří tvrdili, že určité události nemohli vidět a šly mimo je. To se podařilo díky pilné práci žalujících, Henrymu Ormondovi a Christianovi Raabemu. 19. srpna 1965 začal Fritz Bauer svou závěrečnou řeč. Předseda soudu Hans Hofmayer pak začal číst rozsudek, což trvalo další dva dny.

## Hlavní obžalovaní a jejich rozsudky
Robert Mulka, pravá ruka Rudolfa Hösse, byl odsouzen na 14 let vězení, nicméně roku 1968 byl propuštěn, a to pro neschopnost výkonu trestu a o rok později zemřel.
Wilhelm Friedrich Boger, který měl v Osvětimi na starosti výslechy a přezdívalo se mu ďábel z Osvětimi, protože mezi vězni byl nechvalně znám pro své kruté praktiky, zejména pro jeho mučící „houpačku“, dostal doživotí.
Victor Capesius, který byl před válkou lékárníkem a poté se stal lékárníkem v Osvětimi, kde se podílel s Josefem Mengelem na selekci a různých pokusech na lidech, byl odsouzen na devět let vězení.
Josef Klehr, hlavní dozorce v osvětimském koncentračním táboře, byl odsouzen na doživotí, roku 1988 byl ale propuštěn.